# The Stand
Pour les articles homonymes, voir Fléau et  Stand.
Production
Diffusion
The Stand ou Le fléau au Québec est une mini-série télévisée américaine en neuf épisodes d'environ 60 minutes, créée Josh Boone et Benjamin Cavell et diffusée du 17 décembre 2020 au 11 février 2021 sur la plateforme CBS All Access.
Il s'agit de l'adaptation du roman Le Fléau de Stephen King, édité en 1978.
En France, elle est diffusée du 3 janvier au 28 février 2021 via le service StarzPlay, puis sur M6+ en 2025. Elle reste inédite dans tous les autres pays francophones.

## Synopsis
À la suite d'une erreur survenue dans un laboratoire top secret américain, un virus est libéré et décime 99,4 % de la population mondiale. Les quelques survivants essaient de se retrouver et de se rassembler, en s’aidant d’une vieille femme qu’ils voient tous en rêve. Cependant, dans ce nouveau monde apocalyptique, un homme sans visage rôde, doté d’étranges pouvoirs maléfiques. La lutte entre le Bien et le Mal peut commencer… Le Bien est représenté par la centenaire Mère Abigaïl, qui veille sur une communauté de survivants à Boulder, dans le Colorado. Le Mal est personnifié par un personnage récurrent dans l'œuvre de Stephen King, le maléfique Randall Flagg, qui règne sur la dépravée et violente Las Vegas, rebaptisée New Vegas, et qui cherche à éliminer Mère Abigaïl et sa communauté. L'affrontement est inévitable…

## Distribution

### Acteurs principaux
- James Marsden (VF : Damien Boisseau) : Stu Redman
- Odessa Young (VF : Youna Noiret) : Frannie Goldsmith
- Owen Teague (VF : Benjamin Bollen) : Harold Lauder
- Alexander Skarsgård (VF : Guillaume Lebon) : Randall Flagg
- Whoopi Goldberg (VF : Maïk Darah) : Mère Abagail Freemantle
- Amber Heard (VF : Laura Préjean) : Nadine Cross
- Jovan Adepo (VF : Mike Fédée) : Larry Underwood
- Henry Zaga : Nick Andros
- Nat Wolff (VF : Romain Altché) : Lloyd Henreid
- Irene Bedard (VF : Karine Texier) : Ray Brentner
- Brad William Henke (VF : Xavier Fagnon) : Tom Cullen
- Greg Kinnear (VF : Bruno Choël) : Glen Bateman

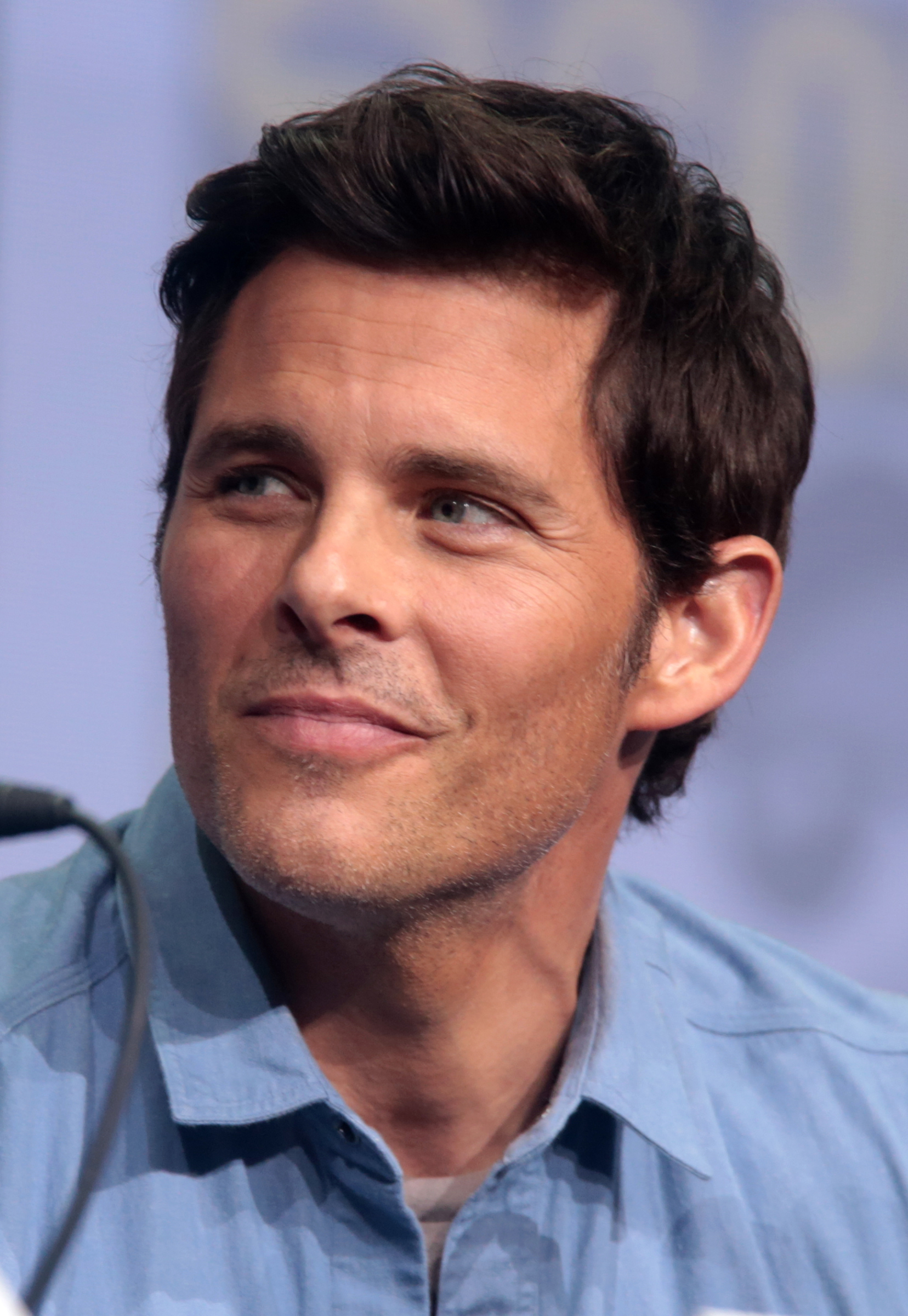
James Marsden interprète Stu Redman
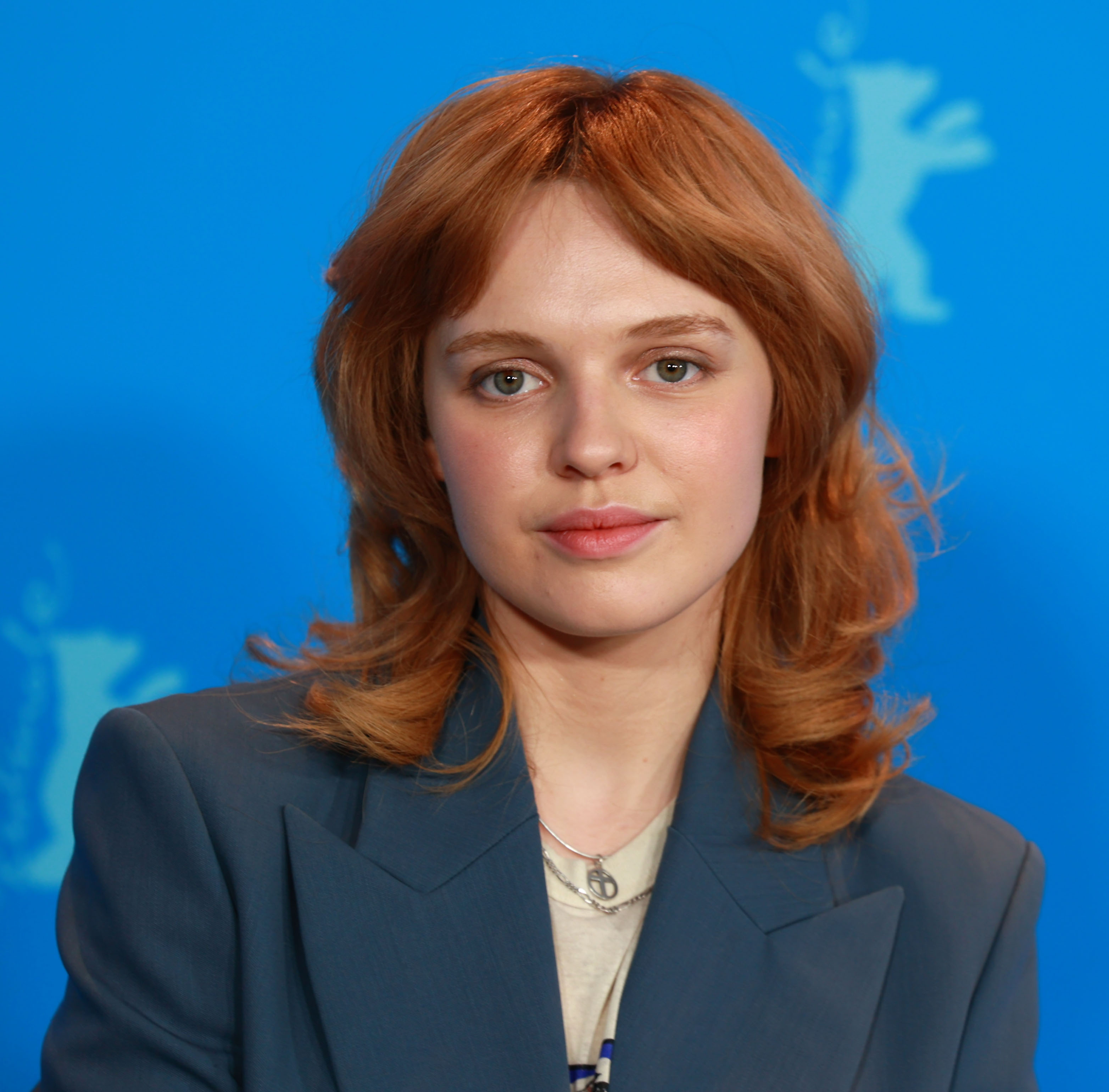
Odessa Young interprète Frannie Goldsmith
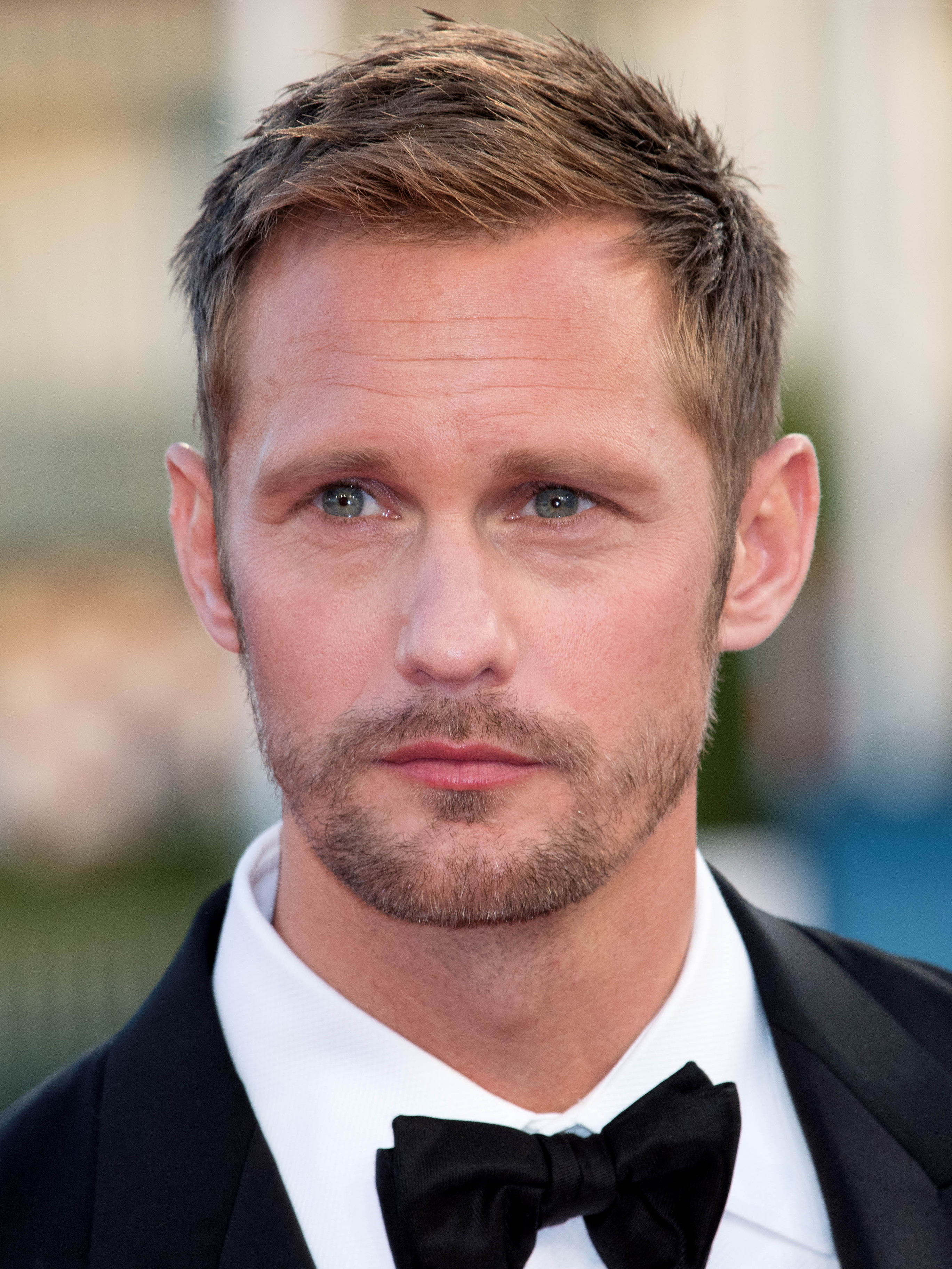
Alexander Skarsgård interprète Randall Flagg
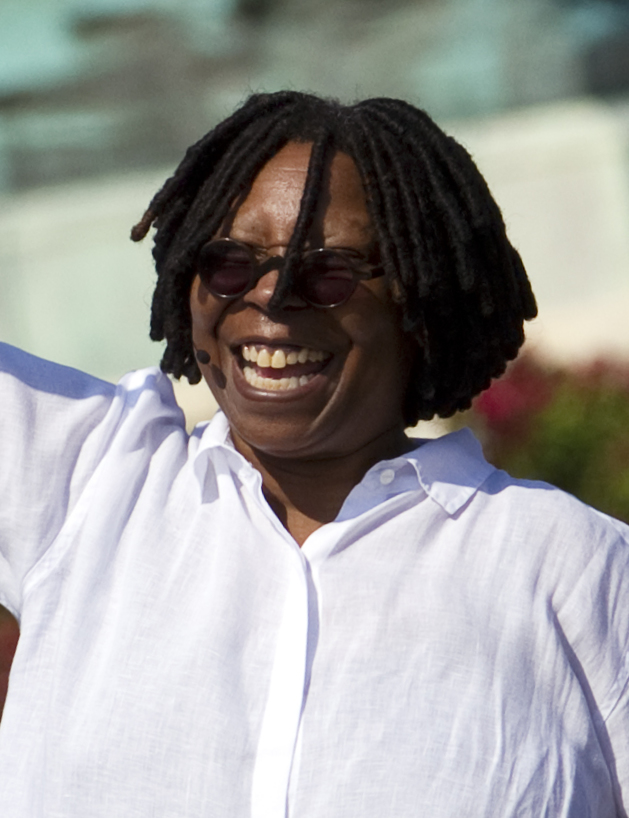
Whoopi Goldberg interprète Mère Abagail Freemantle
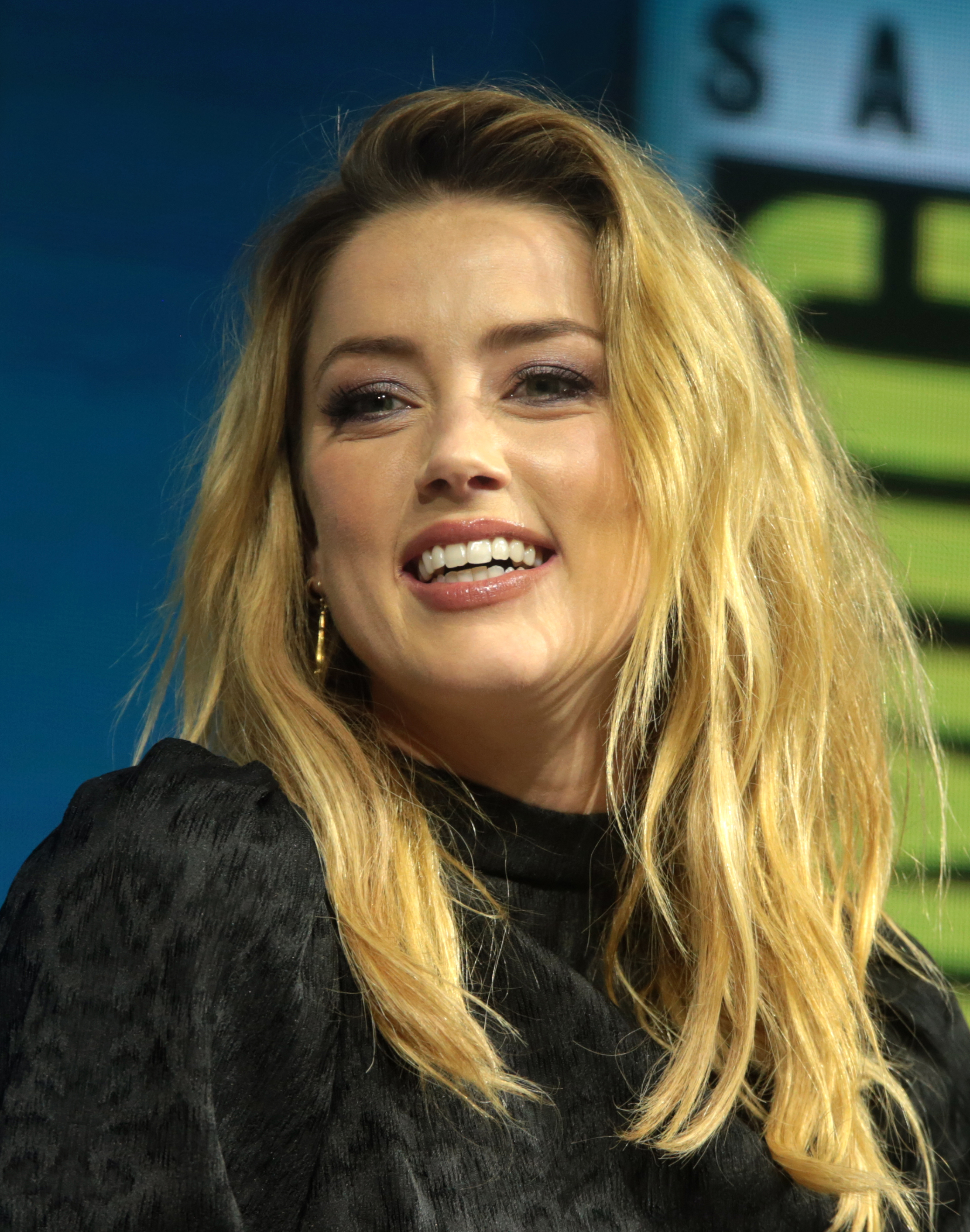
Amber Heard interprète Nadine Cross
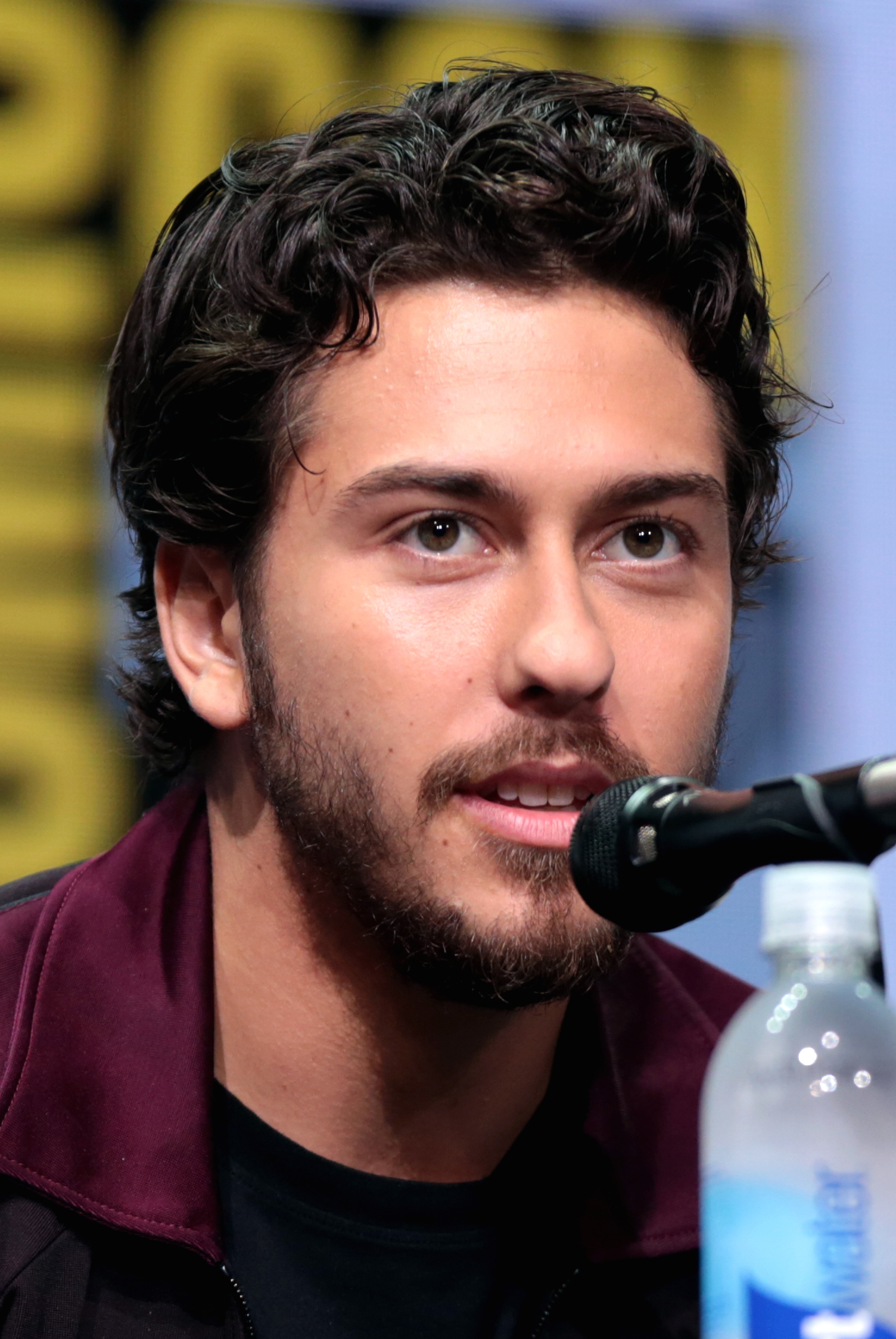
Nat Wolff interprète Lloyd Henreid
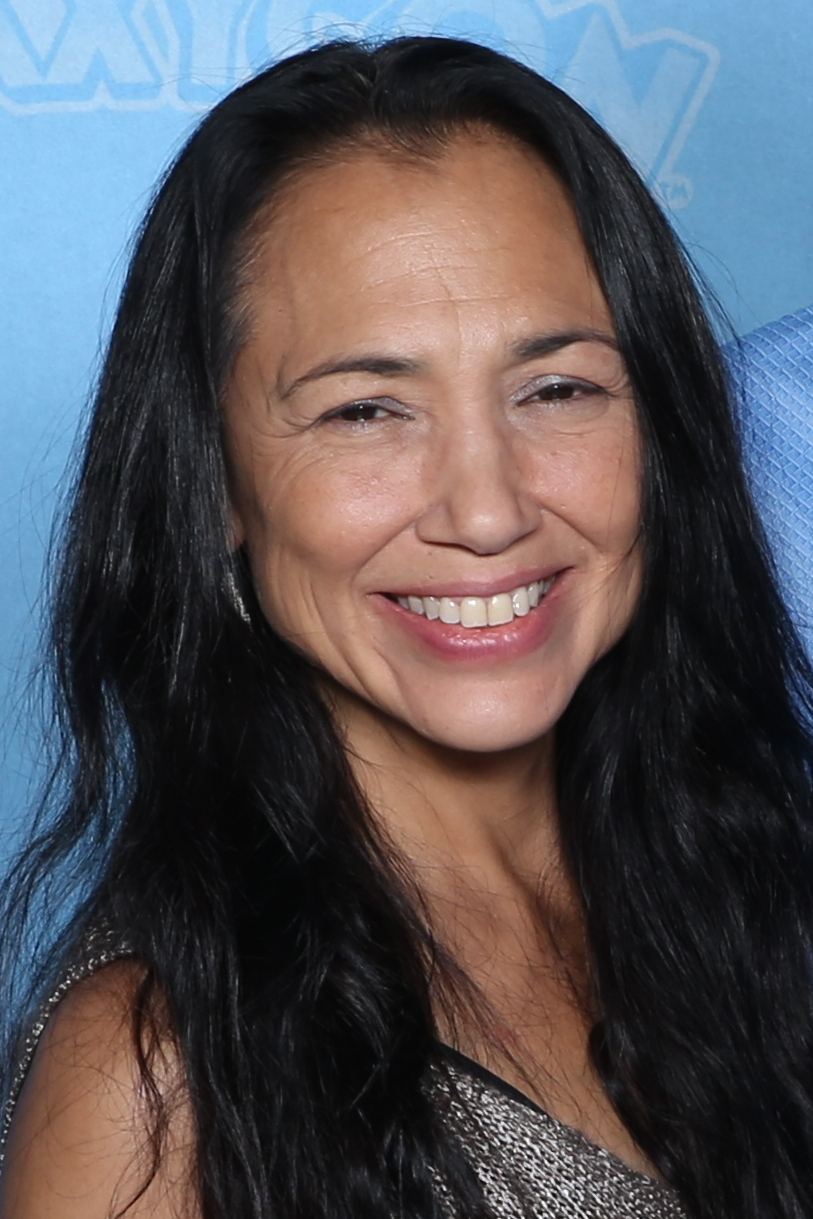
Irene Bedard interprète Ray Brentner
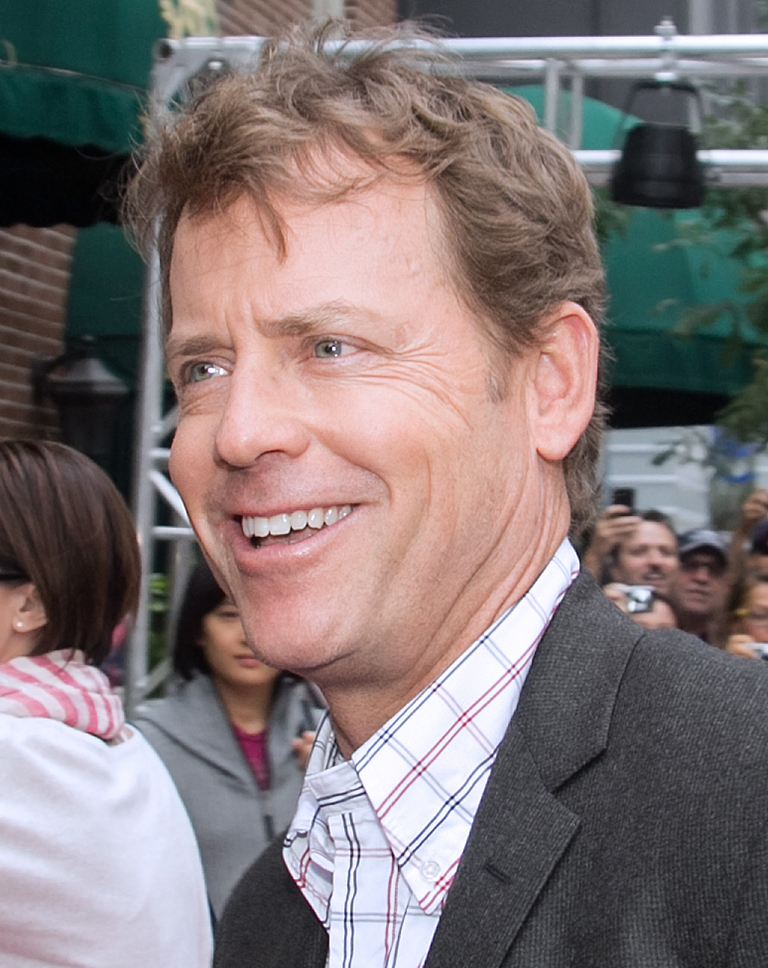
Greg Kinnear interprète Glen Bateman

### Acteurs secondaires
- Eion Bailey (VF : Éric Aubrahn) : Teddy Weizak
- Gabrielle Rose (VF : Delphine Saley) : la juge Farris
- Gordon Cormier (VF : Charlotte Hennequin) : Joe
- Olivia Cheng (en) : Dr Sylvia Wen
- Natalie Martinez (VF : Ingrid Donnadieu) : Dayna Jurgens
- Katherine McNamara : Julie Lawry
- Fiona Dourif (VF : Pamela Ravassard) : la femme-rat
- Ezra Miller (VF : Jonathan Amram) : Trashcan Man

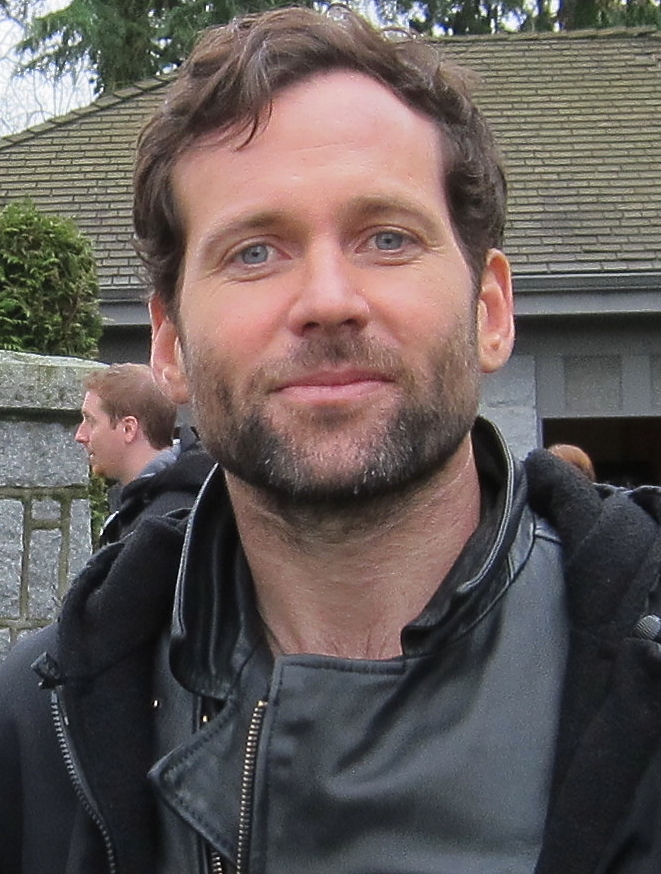
Eion Bailey interprète Teddy Weizak
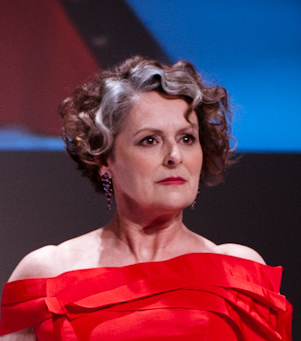
Gabrielle Rose interprète la juge Farris
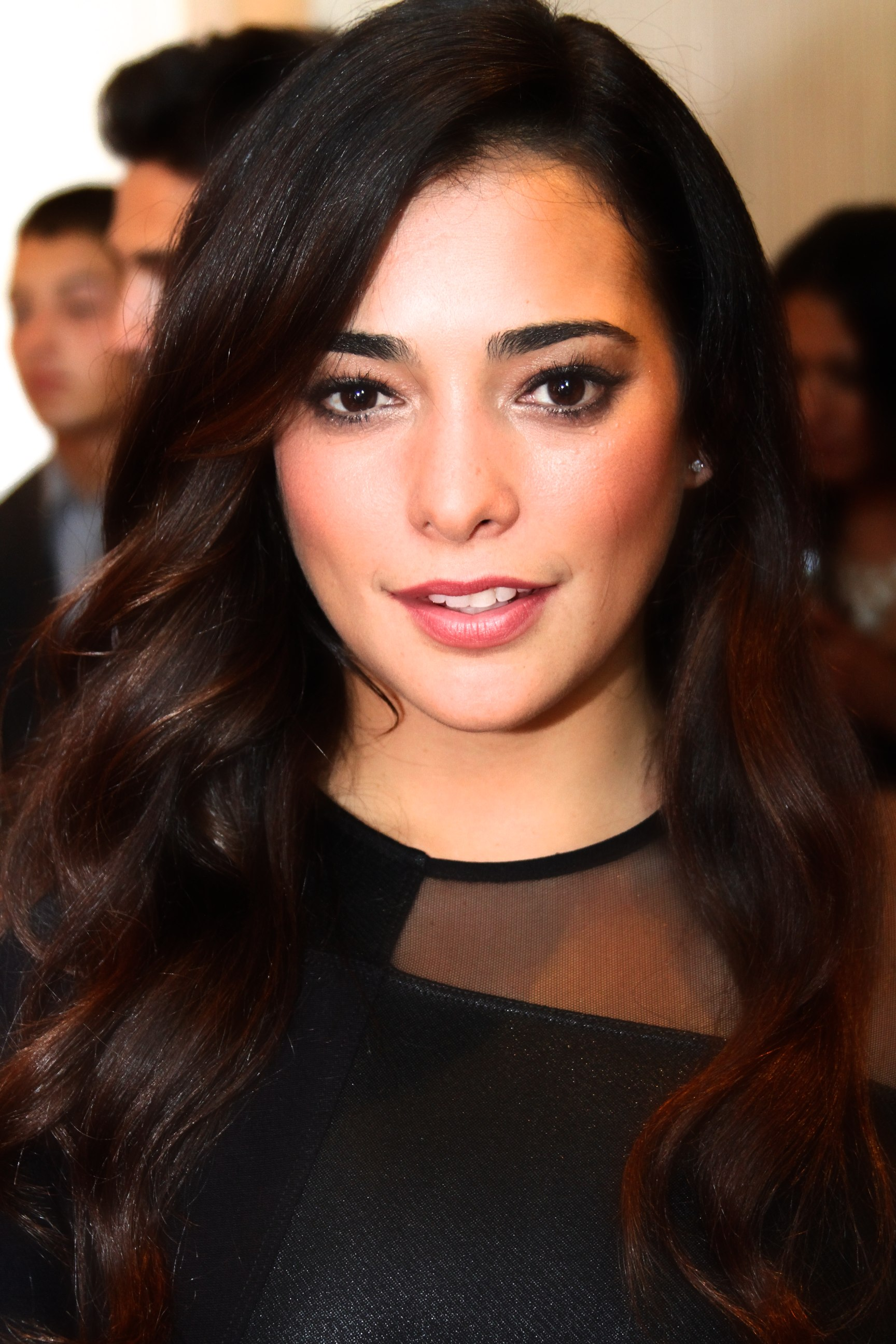
Natalie Martinez interprète Dayna Jurgens
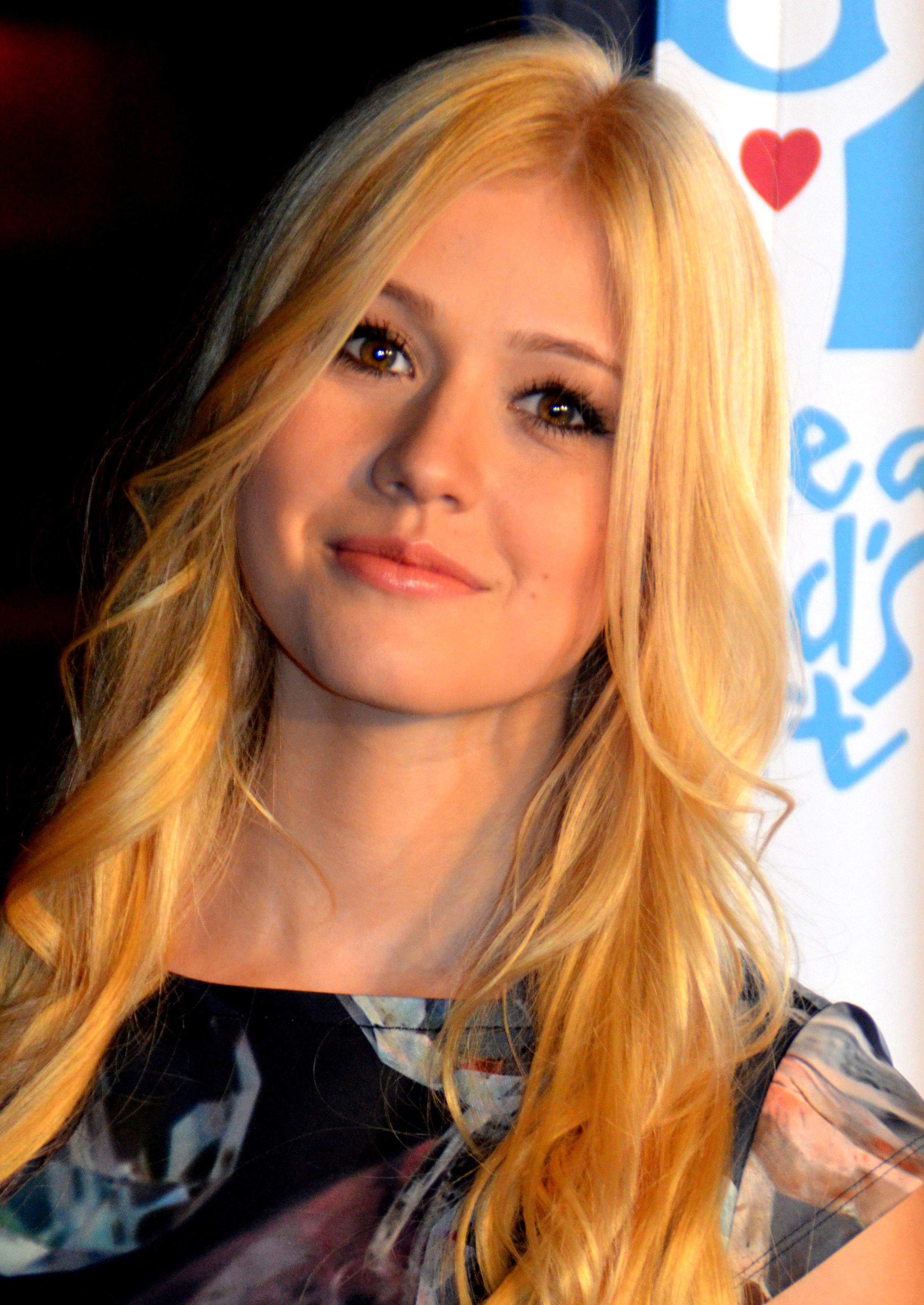
Katherine McNamara interprète Julie Lawry
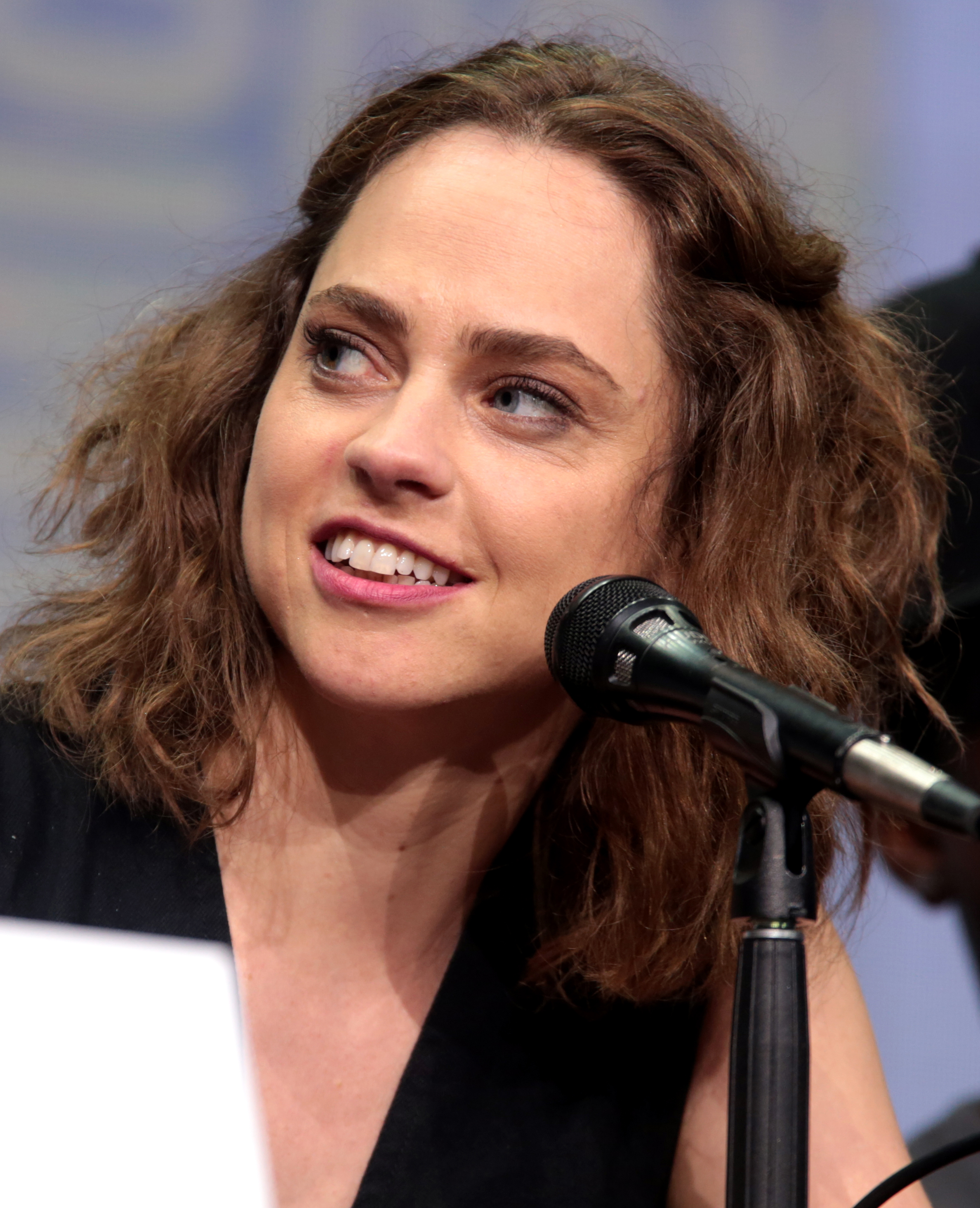
Fiona Dourif interprète la femme-rat
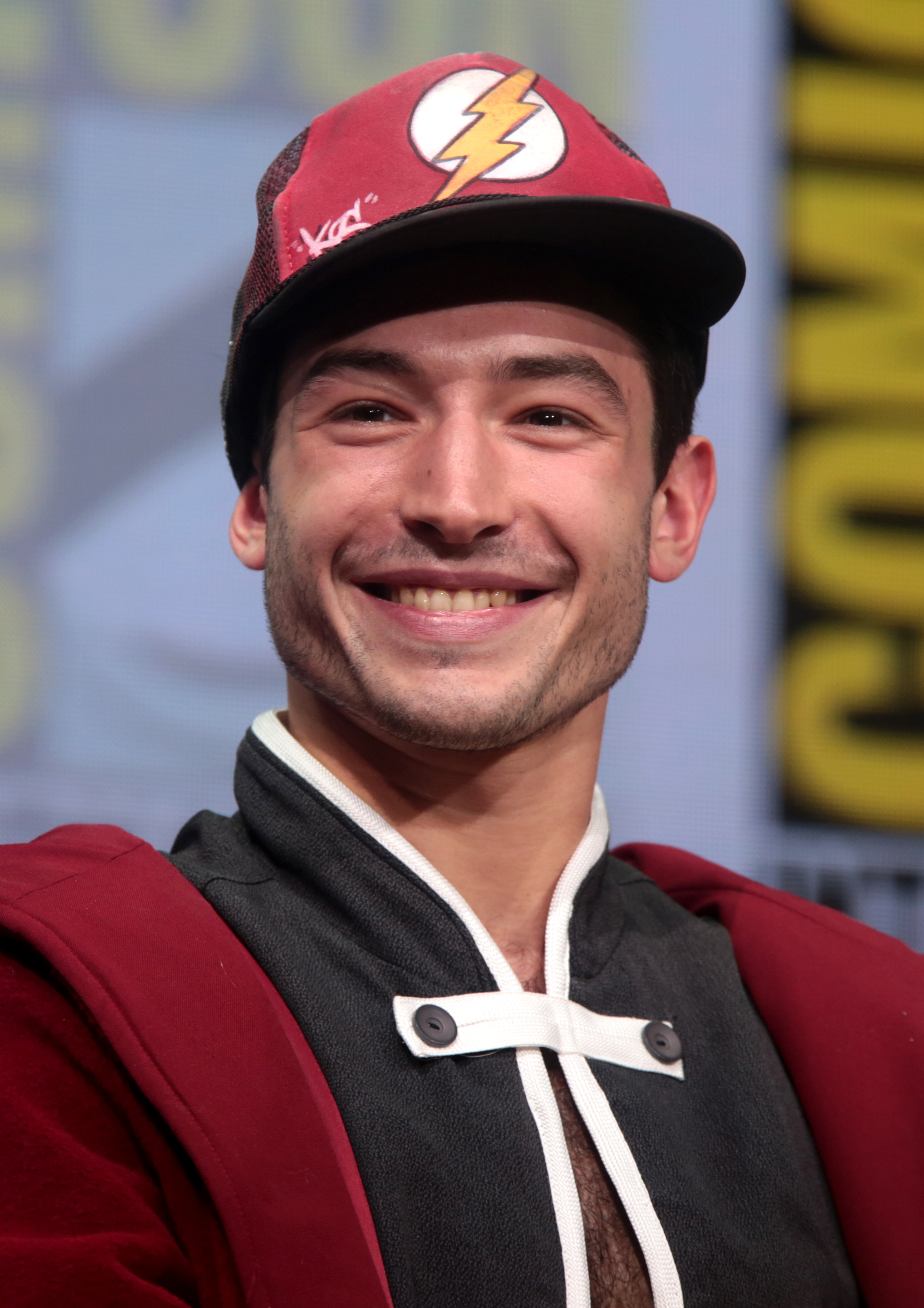
Ezra Miller interprète Trashcan Man

### Apparition exceptionnelle
- Hamish Linklater : Dr Ellis
- Daniel Sunjata : Cobb
- J. K. Simmons (VF : Philippe Dumond) : le général William Starkey
- Kristy Dawn Dinsmore : Maria
- Heather Graham (VF : Marie-Eugénie Maréchal) : Rita Blakemoor
- Angus Sampson : Garvey
- Clifton Collins Jr. (VF : Günther Germain) : Bobby Terry
- Kendall Joy Hall : Abigail Freemantle, jeune
- Shawnee Smith (VF : Barbara Beretta) : Julie Lawry
- Nicholas Lea (VF : Lionel Tua) : Norris
- Henry Zaga (VF : François Santucci) : Nick Andros
- Bryan Cranston : le Président
- Stephen King : l'homme sur un poster de Hemingford Home

## Production

### Tournage
le tournage débute le 16 septembre 2019 à Vancouver (Colombie-Britannique), ainsi qu'à Port Coquitlam, Surrey, Ladner, Ashcroft et Mission, en passant Las Vegas (Nevada). Les prises de vues prennent fin le 11 mars 2020,,, juste quelques jours avant la fermeture en raison de la pandémie de Covid-19.

### Musique
La musique de la série est composée par Mike Mogis (en) et Nathaniel Walcott (en), dont la bande originale est éditée par Lakeshore Records, le 5 février 2021.
Liste de pistes
1. Final Warning (0:55)
2. Garden Burial (1:44)
3. Drugs and a Shower (1:11)
4. Stu Works His Way Out (3:10)
5. Harold Out West / Finds a Wolf (2:18)
6. List of Five Names (1:45)
7. Larry Looks for Mom (1:42)
8. Stu and Larry Reach Boulder (0:55)
9. Larry Meets Nick / Flagg Winks (1:58)
10. Trouble in Jail (0:41)
11. While Larry Slept (1:39)
12. Nadine Will Be Queen (1:48)
13. Lesson Plans (0:38)
14. Hottest Woman on Earth (0:40)
15. Sucking Gas (2:25)
16. See You Around, Stu (1:18)
17. Nick Wakes Up (2:05)
18. Queen Nadine (3:40)
19. Stu Asks for Volunteers (3:10)
20. Trucker Standoff (3:12)
21. Rabbit Hole (1:28)
22. Guns Aren't Toys (1:15)
23. Moon and Nick Meet Mother A (2:09)
24. Frannie Writing (2:09)
25. Mother A Scolds Nick / Vegas Vision (1:12)
26. Flagg Speaks of the Old Days (1:53)
27. Trashcan Man (1:13)
28. Speed Death Along (1:10)
29. Bobby Terry (2:49)
30. Nick Finds the Bomb / Bomb Blows (2:56)
31. Mother A Summons the Group (4:02)
32. Stu Swears to Try (1:50)
33. Goodbye Photo (2:12)
34. Pills and Goodbyes (2:26)
35. Kojak by the Fire (2:09)
36. Nadine Plunges out the Window (3:11)
37. Lloyd Introduces Flagg (3:05)
38. Kneeling Traitor Speech (2:10)
39. Hand of God, Pt. 1 (1:37)
40. Hand of God, Pt. 3 (1:01)
41. Stu and Fran Reunited (0:57)
42. Frannie and Stu Head East (1:32)
43. Fran Stands (1:59)
44. Nebraska Talk (4:54)
45. Baby, Can You Dig Your Man? (2:15)

### Fiche technique
Sauf indication contraire, les informations mentionnées dans cette section peuvent être confirmées par la base de données cinématographiques IMDb,  présente dans la section « Liens externes ».
- Titre original et français : The Stand
- Titre québécois : Le fléau
- Création : Josh Boone
Benjamin Cavell
- Réalisation : Josh Boone, Benjamin Cavell, Chris Fisher, Tucker Gates, Danielle Krudy, Vincenzo Natali et Bridget Savage Cole
- Scénario : Josh Boone, Benjamin Cavell, Eric Dickinson, Taylor Elmore, Jill Killington, Knate Lee, Owen King et Stephen King, d'après le roman Le Fléau de Stephen King
- Musique : Mike Mogis (en) et Nathaniel Walcott (en)
- Directeur artistique : Doris Deutschmann, Justin Ludwig, Catriona Robinson et Guy Roland
- Décors : Aaron Haye
- Costumes : Angelina Kekich
- Photographie : Elie Smolkin, David Stockton et Thomas Yatsko (en)
- Montage : Rob Bonz, Marc Clark, Matthew Rundell et Robb Sullivan
- Casting : Avy Kaufman
- Production : Jake Braver, Jill Killington, Owen King, Knate Lee et Stephen Welke
- Production exécutive : Josh Boone, Benjamin Cavell, Taylor Elmore, Roy Lee, Jimmy Miller, Richard P. Rubinstein et Will Weiske
- Production associée : Robert W. Egami et Anya Dubble Olson
- Sociétés de production : CBS Studios, Mosaic Media Group et Vertigo Entertainment
- Société de distribution : CBS All Access
- Pays de production :  États-Unis
- Langue originale : anglais
- Format : couleur – 2,39:1
- Genre : drame, fantastique, horreur
- Nombre de saisons : 1
- Nombre d'épisodes : 9
- Durée : 59 à 65 minutes
- Dates de première diffusion :
  - États-Unis : 17 décembre 2020 sur CBS All Access[2]
  - France : 3 janvier 2021 sur StarzPlay

## Épisodes
1. La Fin (The End)
2. Pocket Savior (Pocket Savior)
3. Page vierge (Blank Pages)
4. La Maison des morts (The House of the Dead)
5. New Vegas Parano (Suspicious Minds)
6. La Veillée (The Vigil)
7. La Marche (The Walk)
8. The Stand (The Stand)
9. Le cercle se referme (The Circle Closes)